# Loana Lecomte
Loana Lecomte (8 de agosto de 1999) é uma desportista francesa que compete no ciclismo de montanha na disciplina de cross-country.
Ganhou duas medalhas no Campeonato Mundial de Ciclismo de Montanha, ouro em 2020 e bronze em 2019, e uma medalha de prata no Campeonato Europeu de Ciclismo de Montanha de 2020.

## Medalheiro internacional
| Campeonato Mundial | Campeonato Mundial         | Campeonato Mundial | Campeonato Mundial        |
| Ano                | Lugar                      | Medalha            | Competição                |
| ------------------ | -------------------------- | ------------------ | ------------------------- |
| 2019               | Mont-Sainte-Anne ( Canadá) | Medalha de bronze  | Cross-country por relevos |
| 2020               | Leogang ( Áustria)         | Medalha de ouro    | Cross-country por relevos |
| Campeonato Europeu |                            |                    |                           |
| Ano                | Lugar                      | Medalha            | Competição                |
| 2020               | Monteceneri ( Suíça )      | Medalha de prata   | Cross-country por relevos |